# Stari Breg
Stari Breg este o localitate din comuna Kočevje, Slovenia, cu o populație de 5 locuitori.